# 布凯特·阿塔莱
布凯特·阿塔莱（土耳其語：Buket Atalay，1990年8月14日—），土耳其女子盲人门球运动员。她曾代表土耳其参加2016年夏季残疾人奥林匹克运动会盲人门球比赛，获得一枚金牌。